# Наир Аль Саиф
Наир-аль Саиф (ι Ori, ι Orionis) — звезда в созвездии Ориона (видимая звёздная величина — 2,75m). Это самая яркая звезда меча Ориона, расположенная на его кончике. Традиционное название — Хатсия (иногда искажённо Хатиса), или (по-арабски) — Наир аль Саиф, что означает просто «Первая по яркости из меча».
Звезда расположена на расстоянии около 1325,9 световых лет и является горячим голубым гигантом спектрального класса O9III. Её эффективная температура равна 31500 K.
Наир-аль Саиф — спектрально-двойная звезда с периодом обращения около 29 дней. Второй компонент — голубовато-белая звезда спектрального класса В1. Эта пара звёзд имеет большой эксцентриситет орбиты (0,764), благодаря чему расстояние между ними меняется в диапазоне от 0,11 до 0,8 а.е. Столкновение звёздных ветров в этой паре делает систему сильным источником рентгеновского излучения.